# A Modern Horse
A Modern Horse è un cortometraggio muto del 1913. Non si conosce il nome del regista del film, un documentario prodotto dalla Edison e girato nello stato di New York nell'Ashokan Reservoir nella Contea di Ulster. Il lago artificiale - che venne costruito tra il 1907 e il 1915 imbrigliando le acque dell'Esopus Creek - è uno dei bacini che forniscono di acqua la città di New York.

## Produzione
Il film fu prodotto dalla Edison Company.

## Distribuzione
Distribuito dalla General Film Company, il film - un cortometraggio di 75 metri - uscì nelle sale cinematografiche degli Stati Uniti il 12 marzo 1913. Nelle proiezioni, veniva programmato con il sistema dello split reel, accorpato in un'unica bobina con un altro cortometraggio prodotto dalla Edison, la commedia Aunt Elsa's Visit.